# Petra Hůlová

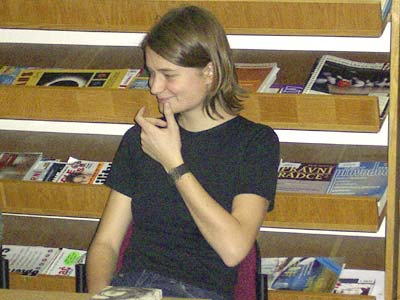
Petra Hůlová (2003)

Petra Hůlová (n. 12 iulie 1979, Praga, Cehoslovacia) este o scriitoare cehă.

## Educație
Hůlová a obținut o diplomă de licență în culturologie la Universitatea Carolină din Praga. Ea a trăit un an în Mongolia, în urma unui schimb de studenți, după ce a studiat mai mulți ani limba și cultura mongolă ca urmare a interesului stârnit de „o întâlnire întâmplătoare cu filmul Urga al apreciatului regizor Nikita Mihalkov”.

## Cariera
Hůlová a dobândit rapid o popularitate pe plan național în anul 2002, odată cu publicarea romanului ei de debut Paměť mojí babičce, care a devenit una dintre cele mai citite cărți în limba cehă ale deceniului. Romanul este povestit din punctul de vedere al cinci naratoare de sex feminin din trei generații ale aceleiași familii mongole: o bunică, trei fiice și o nepoată. Ea a ales ca acțiunea romanului să aibă loc în Mongolia, pentru a evita necesitatea de a scrie despre „fenomene artificiale” contemporane precum cariera și mass-media, deoarece a simțit că Mongolia era un spațiu mai puțin „poluat” decât Europa; acest lucru i-a permis să se concentreze pe descrierea sentimentelor primare ale personajelor sale. Romanul a obținut Premiul Magnesia Litera pentru debutul anului și a fost votat Cartea Anului de către cotidianul ceh Lidové noviny.
Cel de-al doilea roman al Petrei Hůlová, Přes matný sklo, are acțiunea petrecută la Praga. Cartea, împărțită în trei părți, oferă o imagine a relației dintre un fiu (Ondřej) și mama sa (al cărei nume nu este precizat). Prima și cea de-a treia parte sunt narate de către fiu, iar cea de-a doua de către mamă. Geamul „mat” (sau „înghețat” sau „prăfuit”) din titlu se referă probabil la lipsa de claritate a modului în care fiul și mama se văd unul pe altul.
Stagiul său în SUA ca student Fulbright la Departamentul de Antropologie al City University of New York în perioada 2004–2005 a inspirat acțiunea celui de-al treilea roman, Cirkus Les Mémoires, petrecută la New York.
Cel de-al patrulea roman al Petrei Hůlová, Umělohmotný třípokoj, narat de o escortă feminină pragheză de 30 de ani, cu o clientelă de lux, a câștigat Premiul Jiří Orten, decernat în fiecare an autorului unui volum de poezie sau de proză în limba cehă. Autorul trebuie să aibă vârsta mai mică de 30 de ani la momentul finalizării scrierii, iar premiul este în valoare de 50.000 Kč (aproximativ 3.000 de dolari). O adaptare teatrală realizată de Viktorie Čermáková a avut premiera la Praga, în 2007. Čermáková a ales să distribuie textul la cinci escorte feminine de lux și o naratoare.
În 2008, cel de-al cincilea roman, Stanice Tajga – despre un om de afaceri danez pe nume Hablund care dispare în Siberia după cel de-al Doilea Război Mondial și un etnograf pe nume Erske care încearcă, 50 de ani mai târziu, să afle ce i s-a întâmplat — a obținut Premiul anual Josef Škvorecký, în valoare de 250.000 Kč (aproximativ 14.500 de dolari).
În octombrie 2009, Northwestern University Press a publicat prima traducere în limba engleză a unei scrieri a Petrei Hůlová, All This Belongs to Me, o traducere realizată de Alex Zucker a romanului ei de debut, Paměť mojí babičce.

## Scrieri în limba cehă
(Traducerile titlurilor în limba română au doar scopuri informaționale.)
- Paměť mojí babičce (2002; „În memoria bunicii mele”, tradusă în limba română sub titlul Munții Roșii)
- Přes matný sklo (2004; „Prin geamul mat”)
- Cirkus Les Mémoires (2005; „Circul Les Mémoires”)
- Umělohmotný třípokoj (2006; „Apartament cu trei piese din plastic”)
- Stanice Tajga (2008; „Stația Taiga”)
- Strážci občanského dobra (2010; „Gardianul binelui cetățenesc”)
- Čechy, země zaslíbená (2012; „Cehia, țara făgăduinței”)
- Macocha (2014)

## Viața personală
Hůlová este căsătorită și mamă a doi copii.